# Dziewczyna marzeń
Dziewczyna marzeń (hiszp. La niña de tus ojos) – hiszpański komediodramat z 1998 roku w reżyserii Fernanda Trueby. Zdjęcia kręcono w Pradze.

## Fabuła
Grupa hiszpańskich filmowców zostaje zaproszona do Niemiec w czasach nazizmu, by nakręcili podwójną wersję, niemiecką i hiszpańską, musicalu dziejącego się w Andaluzji Dziewczyna marzeń w studiach UFA w Berlinie.
W Hiszpanii trwa wojna domowa. Filmowcy, szczęśliwi, że wydostali się z kraju, zaczynają zdjęcia w Berlinie pod wodzą reżysera Blasa Fontiverosa. Wkrótce okazuje się, że gościnność ministra propagandy Josepha Goebbelsa wynika w dużej mierze z jego oczarowania młodzieńczym urokiem aktorki Macareny Granady i że statystów o stereotypowym andaluzyjskim wyglądzie w Niemczech mogą zagrać tylko Żydzi i Cyganie z obozu koncentracyjnego.
Film oparty na rzeczywistych wydarzeniach. Reżyser Florián Rey i gwiazda Imperio Argentina nakręcili w Niemczech film Carmen, la de Triana. W czasie wojny domowej w Hiszpanii studia filmowe wspierały republikę, więc zwolennicy Franco wśród filmowców musieli jeździć do Niemiec lub Włoch, by móc pracować w branży.   

## Obsada
- Penélope Cruz jako Macarena Granada
- Antonio Resines jako Blas Fontiveros
- Jorge Sanz jako Julián Torralba
- Rosa María Sardà jako Rosa Rosales
- Santiago Segura jako Castillo
- Loles León jako Trini Morenos
- Jesús Bonilla jako Marco Bonilla
- Neus Asensi jako Lucia Gandia
- Miroslav Táborský jako Václav Passer
- Johannes Silberschneider jako Goebbels
- Karel Dobry jako Leo
- Götz Otto jako Heinrich von Wermelskirch
- Hanna Schygulla jako Magda Goebbels
- María Barranco jako żona ambasadora
- Juan Luis Galiardo jako ambasador

## Nagrody
Goya 1999:
- najlepszy film
- najlepsza aktorka (Penélope Cruz)
- najlepsza charakteryzacja (Gregorio Ros, Antonio Panizza)
- najlepsza scenografia (Gerardo Vera)
- najlepszy debiutujący aktor (Miroslav Táborský)